# بابلو دي روخا

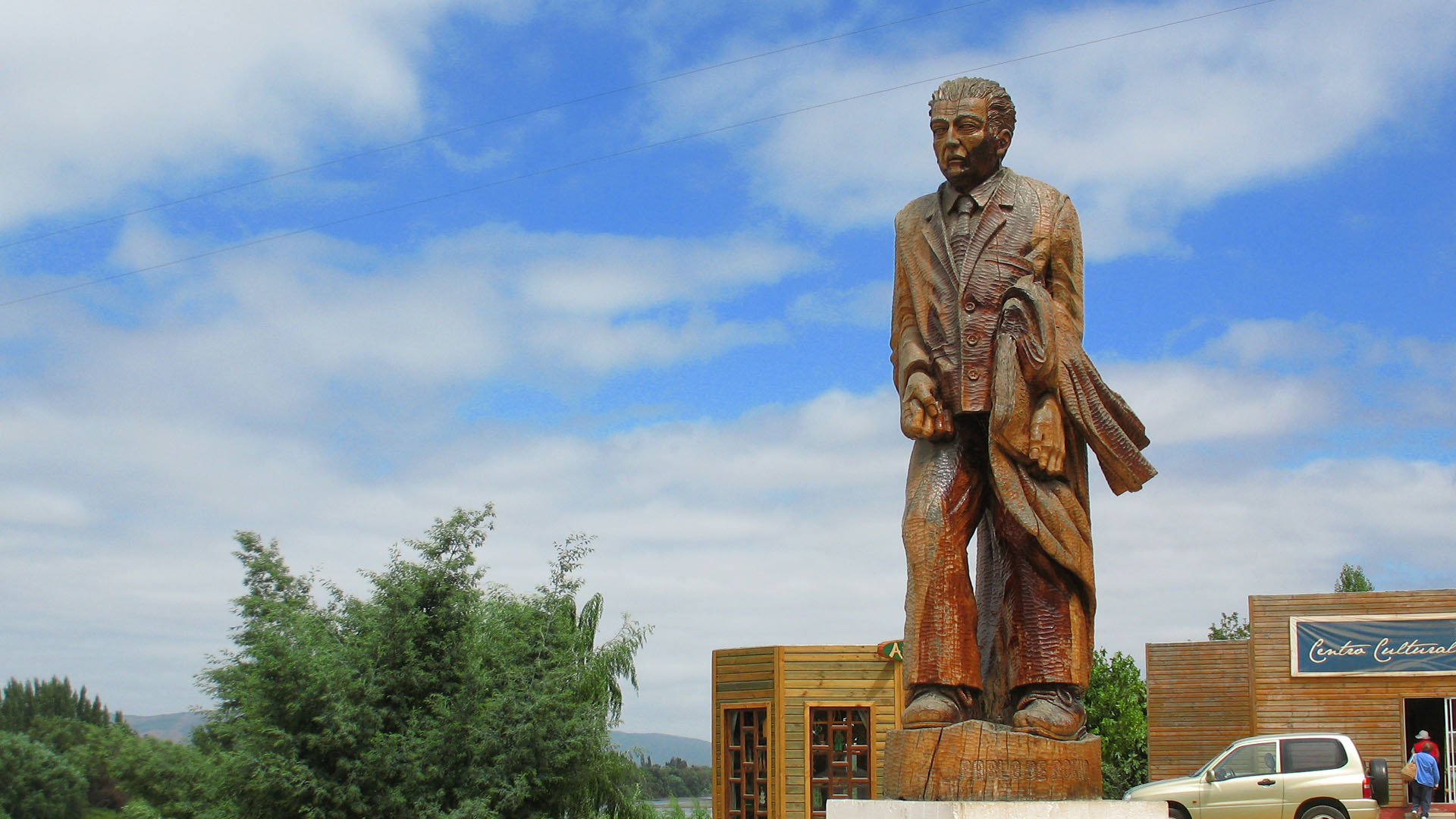
ثمتال لبابلو دي روخا

بابلو دي روخا Pablo de Rokha واسمه الحقيقي كان كارلوس إغناسيو دياز لويولا؛ ولد يوم 17 أكتوبر 1895 في ليكانتين، في تشيلي - كان شاعرا تشيليا؛ وحصل على جائزة الأدب الوطني في عام 1965، ويحسب بين عظماء الشعر التشيلي الأربعة، جنبا إلى جنب مع بابلو نيرودا، وفيسنتي هيدوبرو، وغابرييلا ميسترال. وهو يعتبر شخصية مؤثرة في مشهد الشعر في بلده...وكان عضوا في الحزب الشيوعي.

## السيرة الذاتية
ولد بابلو دي روخا كارلوس دياز لويولا في بلدة ليكانتين الصغيرة في منطقة مولي في تشيلي في 17 أكتوبر 1894. والده اسمه إغناسيو دياز ألفارادو والدته هي لورا لويولا دي توليدو وكان أكبر أشقائه التسعة عشر.
وكانت أسرته من المزارعين من الطبقة الوسطى من منطقة ريفية، وعمل والد دي روكا بوظائف مختلفة لكسب لقمة العيش، مثل مدير مزرعة وكبير موظفي حماية الجمارك في معابر الأنديز الحدودية حيث رافق والده في أعماله. قضى دي روكا طفولته في مزرعة «بوكوا دي كورينتو» حيث كان والده يعمل كمدير.
في عام 1901، التحق بالمدرسة العامة في بلدة تالكا. في العام التالي التحق بمدرسة سان بيلايو دي تالكا، التي طرد منها في عام 1911 لقراءة لكتاب ممنوعين مثل رابلايس وفولتير وعرضها على زملائه.
زملائه في الصف أعطوه لقب "إل أميغو بيدرا" الدي يعني الصخرة "الذي سيتحول لاحقا إلى "بابلو دي روخا"، على الرغم من أنه في هذه الفترة المبكرة بدأ بنشر الشعر تحت اسم مستعار أو (الاسم الأدبي).
انتقل إلى العاصمة سانتياغو في عام 1911، حيث درس السنة السادسة من العلوم الإنسانية، أي آخر مرحلة من التعليم الثانوي. وقد حصل على شهادة البكالوريا في العام التالي وسجل في جامعة تشيلي لدراسة القانون وهذا الذي لم يحدث، ليخصص حياته للشعر.
وفي ذلك الوقت تقريبا، قام بصداقات مع مفكرين آخرين مثل بيدرو سيينا، وأنخيل كروتشاغا سانتا ماريا، وفيسنتي هيدوبرو، الذي سيصبح آخرهم أب حركة (Creacionismo). كما قرأ لأول مرة لكل من فريدريك نيتشه ووالت ويتمان، كما عمل صحفيا في صحيفتين «لا رازون» و «لا منانة»، ونشر بعض قصائده الأولى في مجلة «يوفنتود».
عاد إلى تالكا في عام 1914 مع شعور بالفشل. ثم تلقى كتابا شعريا لخوانا إينيس دي لا كروز.و على الرغم من انتقاده للكتاب بقسوة كبيرة، إلا انه لا وقع في الحب، لذلك عاد إلى سانتياغو بحثا عنها. في يوم 25 أكتوبر 1916 تزوج لويزا أنابالون ساندرسون، الاسم الحقيقي للشاعرة خوانا، ليتغير اسمها المستعار الأدبي إلي وينيت دي روخا.
بين 1922 و 1924 كان يعيش في سان فيليبي وكونسبسيون، حيث أسس مجلة دينامو؛ حيث كانت الأوقات مضطربة سواء في شيلي أو في الخارج، مع انخفاض نظام حكم الأقليات القديم في تشيلي وسلطات الفاشية والنازية والستالينية في الصعود في أوروبا، مما أدى تدريجيا إلى الحرب العالمية الثانية.
وكان ذلك أيضا وقت بدأ فيه الناس من الطبقة العاملة أن يكونوا قادرين على المشاركة في الحياة السياسية، بتمكين من تقدم التصنيع والديمقراطية في أمريكا اللاتينية. بحلول عام 1930، كان بابلو دي روخا بالفعل مؤيدا قويا للماركسية اللينينية والستالينية السوفيتية، التي كانت مرتبطة بالأخلاق المسيحية.
أدى ذلك إلى انضمامه إلى الحزب الشيوعي التشيلي في عام 1936 والانضمام إلى الجبهة الشعبية في شيلي التي جلبت إلى السلطة الرئيس بيدرو أغيري سيردا في عام 1938. الحزب الشيوعي جعله مرشحا للكونجرس ولكن تم طرده بعد ذلك من الحزب في عام 1940، بعد عدم اهتمامه باتباع الانضباط الحزبي وهجماته على الرفاق الأكبر سنا جعلته غير محبب لدى قادة الحزب.
قام دي روخا بتحرير ونشر وبيع كتبه الخاصة، ولم يقبل أبدا دعم شركات النشر، واشترى وباع وقايض مجموعة متنوعة من السلع لدعم عائلته. كانت الأسرة تنمو بسرعة مع ولادة العديد من الأطفال: كارلوس (الشاعر المعروف باسم كارلوس دي روخا)، لوكو (الرسام المعروف باسم لوكو دي روخا)، توماس، كارمن، جوانا إينيس، خوسيه (الرسام المعروف باسم خوسيه دي روخا)، بابلو، لورا وفلور. توفي العديد منهم قبل الأوان: كارمن وتوماس توفو وهم صغار جدا، في حين توفي كل من كارلوس وبابلو كبارا في السن. ابنته الأخيرة ساندرا دي روخا (ولدت في 31.01.1962)، التي لا تزال تعيش في لا رينا، حيث كان بيت والدها.
في عام 1944، كان دي روخا السفير الثقافي لشيلي في الأمريكتين من قبل الرئيس خوان أنطونيو ريوس وبدأ رحلة طويلة من خلال 19 دولة من القارة. وبينما كان موجودا في الأرجنتين، علم أن رئيسا جديدا قد انتخب، وهو الرئيس غابرييل غونزاليس فيديلا، الذي أنشأ بعد فترة وجيزة من انتخابه «قانون الدفاع عن الديمقراطية» لتبدأ فترة اضطهاد الحزب الشيوعي.
في عام 1949 عاد الشاعر إلى تشيلي، برفقة زوجته (وينيت دي روخا) التي كانت تعاني من السرطان فتوفيت في عام 1951، وفي عام 1953، نشر دي روخا «فويغو نيغرو»، وهو رثاء مخصص لزوجته الراحلة. وكانت وفاة وينيت أول سلسلة من الأحداث المأساوية للأسرة. في عام 1962،
توفي ابنه كارلوس دي روخا (جزء من الجيل الأدبي لعام 1938 وواحد من أصغر أعضاء مجموعة لا ماندراغورا) في سن ال 24 من جرعة زائدة من المخدرات. ولا يعرف ما إذا كان وفاته حادث أو انتحار. كانت لوفاة كارلوس ابنه أثر كبير، وكتب «كارتا بيرديدا كارلوس دي روخا» (رسالة مفقودة إلى كارلوس دي روخا).
ثم، في عام 1968، أطلق ابن بابلو روخا النار على نفسه. وبعد أربعة أشهر، قتل دي روخا نفسه بنفس الطريقة، بمسدس سميث ويسون.44؛ وهدية من الموسيقي المكسيكي ديفيد ألفارو سيكيروس. وفي اليوم نفسه، وبعد ساعتين من وفاته، وصل مسؤولون والذين لم يعرفوا عن وفاته من بلدية لا رينا إلى منزله لإبلاغه بأن السلطات قررت تغيير اسم الشارع باسمه تكريما له.

## أعماله
في تشيلي، انتقد بعض النقاد المهمين مثل هيرنان دياز أرييتا؛ وراؤول سيلفا كاسترو عمل دي روخا. ومع ذلك اليوم تدرس كتاباته على نطاق واسع ويعتبر الشاعر واحدا من أربعة عظماء من الشعر التشيلي، جنبا إلى جنب مع نيرودا، هيدوبرو وميسترال.
يقسم الناقد الأدبي ناين نومز عمل دي روخا إلى ثلاث مراحل.
- أولها يغطي الفترة من 1916 إلى 1929، التي تتميز بتأثير الرومانسية وأفكاره الفوضوية المختلطة مع العناصر الكتابية والدينية. في هذه الفترة كان يدير مجلة «نومين»، نشر عمله «فوليتين دي ديابلو» (كتيب الشيطان) في مجلة «كلاريداد»، ونشرت كتب أخرى أيضا «لوس جيميدوس» (ذي غروانز، 1922)، (شيطان، أمريكا الجنوبية، 1927)،(بطولة بلا فرح، 1927)،

و «إسكريتورا دي رايموندو كونتريراس». وقد تجاهله إلى حد كبير النقاد، الذين كانوا أكثر اهتماما بالحداثة، الاتجاه الشعبي في ذلك الوقت.
- تميزت الفترة من 1930 إلى 1950 بالنشاط السياسي، الذي تجسده أغنية "Canto de trinchera" 1929-1933)، وأغنية “Imprecación a la bestia fascista” 1937)، وأغنية "Cinco cantos rojos، 1938)، وأغنية Morfología del espanto"1942)، و "Arenga sobre el arte"1949) و "Carta magna de América" 1948)... وفي عام 1939، أسس دي روخا مجلته الخاصة "مولتيتود والتي ستصبح لاحقا دار نشر.
- في المرحلة الثالثة، التي تغطي العقدين الأخيرين، أظهرت أعمال دي روخا مزيجا من التفاؤل والاحتجاج الاجتماعي والحب المفقود بعد وفاة زوجته، كما يمكن أن يرى في عمله (النار السوداء 1953). وقد زادت شهرته من خلال نشره مقال (نيرودا وأنا، 1955)، حيث أشار دي روخا فيه إلى نيرودا واتهمه بالانتحال. استمر الجدل مع كتابه (عبقرية الشعب، 1960)، ومحادثة متخيله بين 111 حرفا من الثقافة العالية والشعبية بما في ذلك نيرودا، الذي يظهر تحت اسم كاسيانو باسوالتو.

في عام 1961 أصدر دي روخا كتاب (Winter steel)، الذي تضمن قصيدة "كانتو ديل ماشو أنسيانو (Canto del macho anciano).
في عام 1965 حصل على الجائزة الوطنية للأدب التشيلي، وقال في الحفل: جاءت في وقت متأخر، إنها تقريبا كمجاملة، لأنهم يعتقدون أنني لن أسبب المزيد من المتاعب.
في عام 1967 نشر كتابه الأخير “Mundo a mundo: Francia” (العالم إلى العالم فرنسا).

### أعماله في الشعر
- Versos de infancia, 1913-1916
- El folletín del diablo, 1916-1922
- Sátira, 1918
- Los gemidos, 1922
- Cosmogonía, 1922-1927 (este fue un libro que quedó inconcluso, sin embargo, algunos poemas se publicaron en las revistas Agonal, Dínamo y Zig-Zag, en esta última apareció el poema Círculo, publicado en 1925)5*
- U, 192
- Heroísmo sin alegría, 1927
- Satanás, 1927
- Suramérica, 1927
- Ecuación, 1929
- Escritura de Raimundo Contreras, 1929
- El canto de tu vieja, 1930-1932
- Jesucristo, 1930-1933
- Canto de trinchera, 1933
- Los trece, 1934-1935
- Oda a la memoria de Gorki, 1936
- Imprecación a la bestia fascista, 1937
- Moisés, 1937
- Gran temperatura, 1937
- Cinco cantos rojos, 1938
- Morfología del espanto, 1942
- Canto al Ejército Rojo, 1944
- Los poemas continentales, 1944-1945
- Interpretación dialéctica de América y los cinco estilos del Pacífico, 1947
- Carta Magna del continente, 1949
- Arenga sobre el arte, 1949
- Fusiles de sangre, 1950
- Funeral por los héroes y los mártires de Corea, 1950
- Fuego negro, 1951-1953
- Arte grande o ejercicio del realismo, 1953
- Antología, 1916-1953
- Neruda y yo, 1955
- Idioma del mundo, 1958
- Genio del pueblo, 1960
- Oda a Cuba, 1963
- Acero de invierno, 1961
- Canto de fuego a China Popular, 1963
- China Roja, 1964
- Estilo de masas, 1965
- Epopeya de las comidas y bebidas de Chile (1949) / Canto del macho anciano, 1965
- Tercetos Dantescos a Casiano Basualto, 1965
- Mundo a mundo: Francia, 1966
- El amigo Piedra, autobiografía, 1990
- Obras inéditas, prólogo y selección de Naín Gómez, LOM Ediciones, Santiago, 1999

### مقالات
- 1926 - Heroísmo sin alegría
- 1948 - Interpretación dialéctica de América: los cinco estilos del Pacífico – Chile, Perú, Bolivia, Ecuador y Colombia
- 1949 - Arenga sobre el arte
- 1956 - Neruda y yo
- 1966 - Mundo a mundo: Francia (originalmente Mundo a mundo, París, Moscú, Pekín)4